# Schuldenparadoxon
Das Schuldenparadoxon bezeichnet in der Theorie von John Maynard Keynes die Situation, in welcher die Kosten einer expansiven Geldpolitik durch Mehreinnahmen und geringer ausfallende Sozialleistungen (über-)kompensiert werden. Dabei steigen die privaten Investitionen etwa aufgrund eines Konjunkturprogramms so stark, dass die Kosten des Programms durch zusätzliche Steuereinnahmen kompensiert werden.
Empirisch kann eine solche Situation jedoch schwer beobachtet werden, da das exakte Herausfiltern des durch ein Konjunkturprogramm ausgelösten Anstiegs der privaten Investitionen von anderen Einflüssen wie der Geldpolitik und der weltwirtschaftlichen Entwicklung nicht möglich ist. Als entscheidend wird das Zusammenwirken von Fiskal- und Geldpolitik angesehen.